# Henner Leyhe
Henner Leyhe (* 29. August 1947 in Lübeck; † 23. November 2017 ebenda) war ein deutscher Sänger in der Stimmlage Tenor und Hochschullehrer.

## Leben
Henner Leyhe sang als Junge in der Lübecker Knabenkantorei. Nach dem Abitur am Johanneum zu Lübeck studierte er zunächst Romanistik und Geschichte an der Universität Hamburg und begann anschließend ein Gesangsstudium an der dortigen Hochschule für Musik und Theater Hamburg. Dort war er Schüler von Jakob Stämpfli und Naan Pöld. 1980 bestand er seine künstlerische Reifeprüfung mit Auszeichnung. Es folgten Meisterkurse bei Dietrich Fischer-Dieskau, Ernst Haefliger und Peter Schreier.
Von 1980 bis 1986 war Leyhe als lyrischer Tenor am Theater Lübeck tätig. Daneben trat er als Konzert- und Oratoriensänger auf, insbesondere der großen Liedzyklen von Franz Schubert sowie als Evangelist in den Passionen von Johann Sebastian Bach. 
An der Musikhochschule Lübeck erhielt er 1984 einen ersten Lehrauftrag, von 1986 bis 1993 arbeitete er als Gesangspädagoge an der Universität Kiel. Von 1994 bis 2014 war er Professor für Gesang an der Musikhochschule Köln, deren Fachbereich Gesang er 15 Jahre als Dekan leitete.
Leyhe lebte in Köln und Lübeck.